# Théâtre Bolchoï
Pour les articles homonymes, voir Bolchoï.
Le théâtre Bolchoï (en russe : Большой театр / Bol'šoj teatr, « Grand Théâtre ») est une scène prestigieuse de Moscou, en Russie. Situé non loin du Kremlin, des pièces de théâtre, des opéras et des ballets y sont représentés. Le théâtre peut accueillir jusqu'à 1 800 personnes.
Le théâtre Bolchoï, rénové plusieurs fois depuis sa construction, est un symbole de Moscou et de la Russie (son image néoclassique étant exposée sur le billet russe de 100 roubles). Le 28 octobre 2011, après six ans de travaux de rénovation pour un coût de 21 milliards de roubles (environ 530 millions d'euros),, le théâtre rouvre ses portes.

## Historique

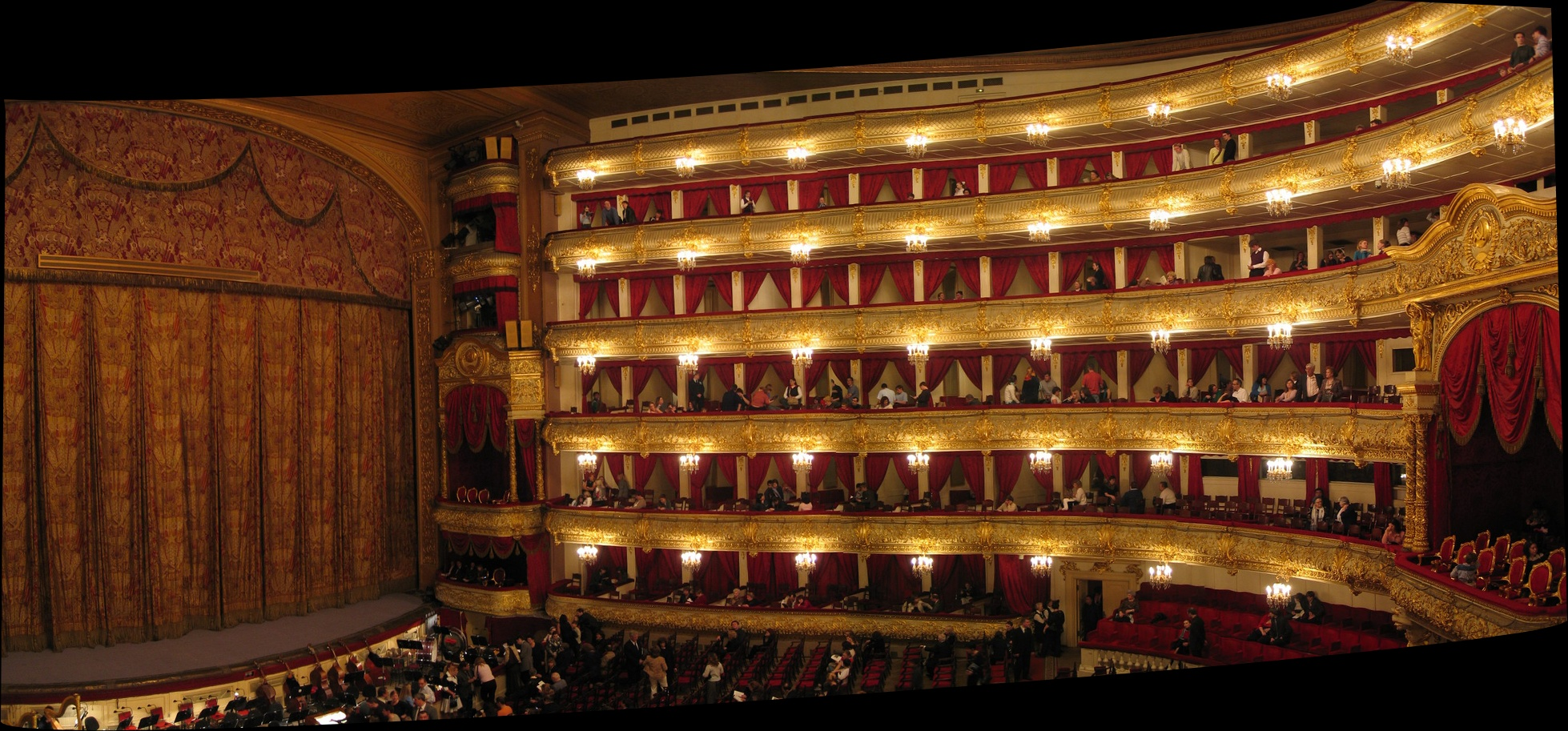
Intérieur du théâtre.

La troupe du Bolchoï est fondée en 1776 par le prince Pierre Ouroussoff et Mikhaïl Medoks. Au commencement, la compagnie donnait des spectacles dans des lieux privés, mais en 1780 elle acquit le théâtre Petrovsky et commence à produire des pièces et des opéras. Dès ses débuts, le théâtre Bolchoï accueille à domicile sa compagnie de ballet.
Le bâtiment a été construit en 1825 sur l'emplacement du théâtre Petrovsky, ravagé par un incendie en 1805. Il a été conçu par l'architecte Joseph Beauvais, qui avait également bâti le théâtre Maly un an avant. Il a été surnommé « Bolchoï » (grand théâtre) pour le distinguer du Maly (petit théâtre). Le théâtre est inauguré le 18 janvier 1825. Il présentait d'abord uniquement des spectacles russes, mais à partir de 1840, de nombreux compositeurs étrangers ont contribué à étendre son répertoire. Il est à nouveau ravagé par un incendie en 1853, puis reconstruit à l’identique en 1856.
Le Bolchoï a été le lieu de nombreuses premières historiques, dont, le 4 mars 1877, le célèbre ballet Le Lac des cygnes de Tchaïkovski ou encore des compositions de Rachmaninov. Cependant, durant cette période (fin des années 1870), le Bolchoï n'est pas encore la scène prestigieuse qu'il deviendra au XXe siècle et les spectacles proposés souffrent de la comparaison avec ceux du Mariinski de Saint-Pétersbourg. Le bâtiment, en revanche, reconstruit après l'incendie de 1853, est d'une splendeur sans égale et n'a rien à envier à son homologue pétersbourgeois. Le 20 août 1856 a lieu l'inauguration officielle du Bolchoï. Le 16 décembre 1888, on y représente en avant-première Boris Godounov de Modeste Moussorgski.

### XXesiècle

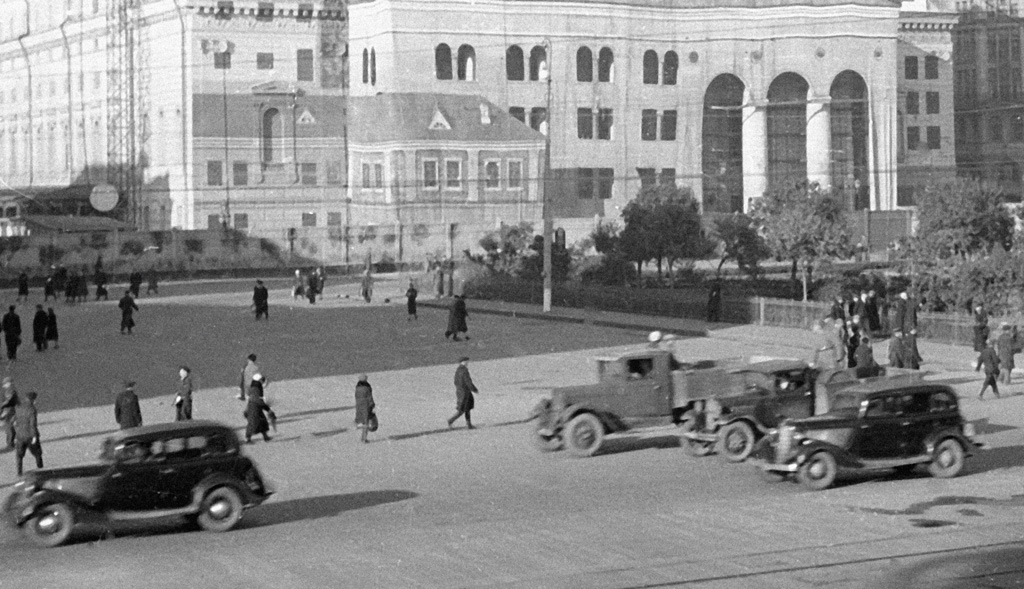
La façade du Bolchoï recouverte d'un camouflage, photographiée par Alexander Krasavin durant la Seconde Guerre mondiale.

Le 10 octobre 1901, on y représente La Pskovitaine de Nikolaï Rimski-Korsakov, avec Fédor Chaliapine incarnant Ivan le Terrible. Le 28 février 1917, le statut de Théâtre impérial est supprimé. La salle Beethoven est inaugurée le 18 février 1921. Le 1er février 1925, le théâtre fête son 100e anniversaire. En 1935, on y représente Lady Macbeth du district de Mtsensk de Dmitri Chostakovitch. En 1937, la compagnie reçoit l'ordre de Lénine.

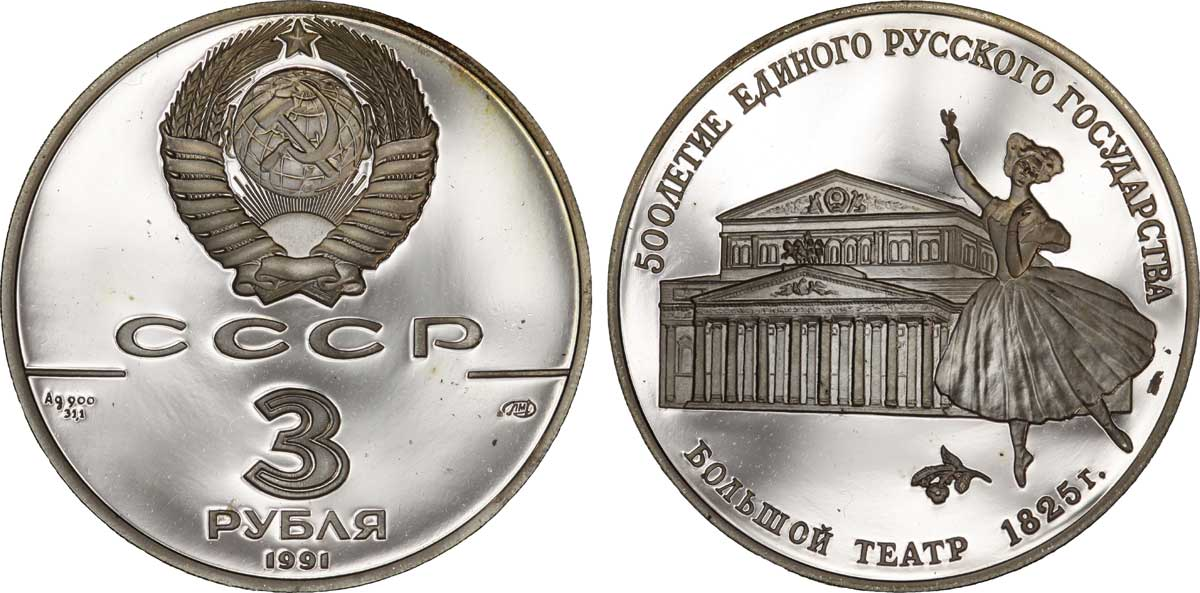
3 roubles théâtre Bolchoï et danseuse étoile frappés en 1991 à Léningrad.

Le Bolchoï est évacué pendant la Grande Guerre patriotique (1941-1945) au théâtre d'opéra et de ballet de Kouïbychev (aujourd'hui Samara). Samuel Samossoud y dirige en 1942 la première de la symphonie no 7 de Chostakovitch dédiée à Léningrad assiégée.
En 1964, la direction de la troupe est confiée à Iouri Grigorovitch qui restera à ce poste jusqu'en 1994. Il y adapte, en 1968, la nouvelle chorégraphie de Spartacus d'Aram Khatchatourian, avec Vladimir Vassiliev et Māris Liepa incarnant respectivement Spartacus et Crassus.
En novembre 1984, à l'occasion du 67e anniversaire de la Révolution d'Octobre, la troisième version de l'Hymne de l'Union Soviétique y est enregistrée. Le son de l'hymne a par la suite été lié à un clip de propagande relatant les bienfaits de la société communiste et diffusé sur toutes les chaînes de la télévision soviétique.

### XXIesiècle

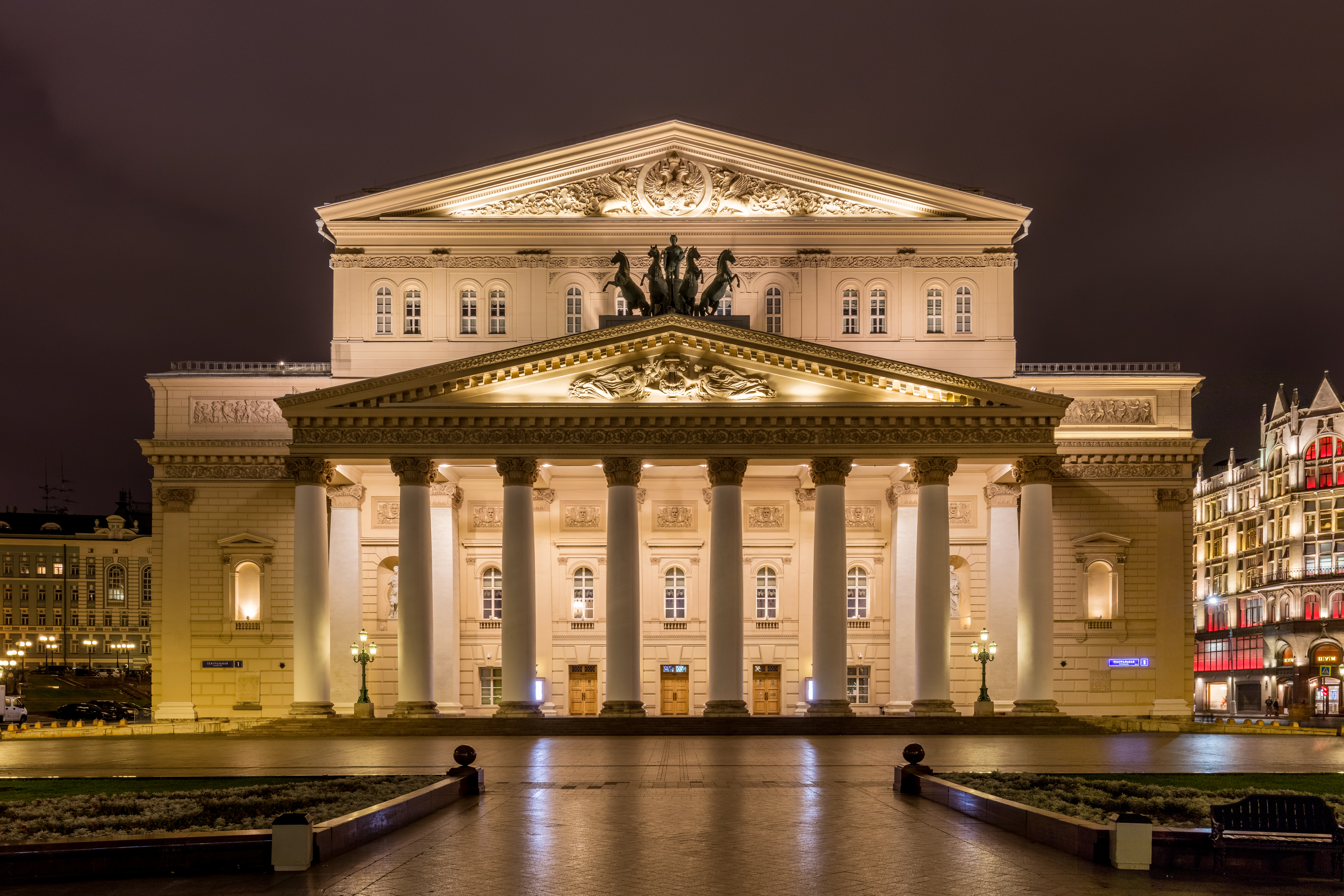
Le théâtre Bolchoï illuminé sur la place des Théâtres.

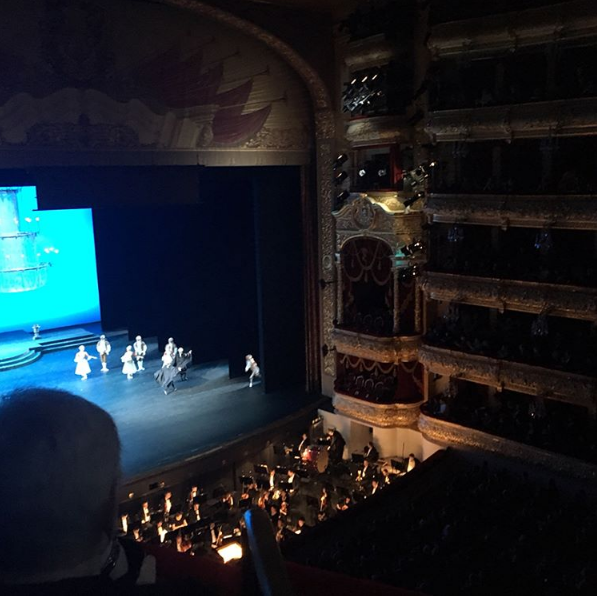
Orchestre du théâtre Bolchoï dans le lieu de travail.

De juillet 2005 jusqu'à octobre 2011, le théâtre ferme pour cause de rénovation. Les travaux devaient prendre fin en février 2009, mais s'achèvent finalement le 28 octobre 2011. La cérémonie d'ouverture est rediffusée en direct sur de nombreuses chaînes de télévision et sur YouTube dans la même soirée. L'ensemble du théâtre, intérieur comme extérieur, a été rénové, notamment la façade qui, d'après une décision du conseil héraldique russe d'avril 2007, voit ses armoiries de l'URSS remplacées par celles de la fédération de Russie.
À Saint-Pétersbourg, le théâtre Mariinsky, appelé Le Kirov pendant la période soviétique, est rival du théâtre Bolchoï : leurs danseurs sont formés différemment, ce qui a longtemps fait dire qu'il y avait deux écoles de danse en Russie — les danseurs du Bolchoï se devant d'être plus athlétiques et démonstratifs que ceux du Mariinsky, au travail plus axé sur le lyrisme et l'émotion. Toutefois, depuis l'implosion du bloc soviétique et l'ouverture sur l'Occident, ces différences tendent à s'estomper.

## Directeurs musicaux depuis 1904
- Sergueï Rachmaninov (1904-1906)
- Vladimir Ivanovitch Moutnykh (1935-1937)
- Samuel Samossoud (1938-1942)
- Arii Pazovski (en) (1943-1948)
- Nikolaï Golovanov (1948-1953)
- Alexandre Melik-Pachaïev (1953-1963)
- Ievgueni Svetlanov (1963-1965)
- Guennadi Rojdestvenski (1965-1970)
- Iouri Simonov (1970-1985)
- Alexandre Lazarev (1987-1995)
- Peter Feranec (1995-1998)
- Mark Ermler (1998-2000)
- Alexandre Vedernikov (2001-2009)
- Leonid Desyatnikov (2009-2010)
- Vassili Sinaïski (2010-2014)
- Tugan Sokhiev (2014-2022)

## Troupe récente du ballet
Ballerines
- Maria Alexandrova
- Maria Allach
- Anna Antonitcheva
- Ekaterina Chipoulina
- Ilze Liepa
- Svetlana Lounkina
- Marianna Ryjkina
- Galina Stepanenko
- Svetlana Zakharova

Danseurs
- Iouri Chtcherbakov

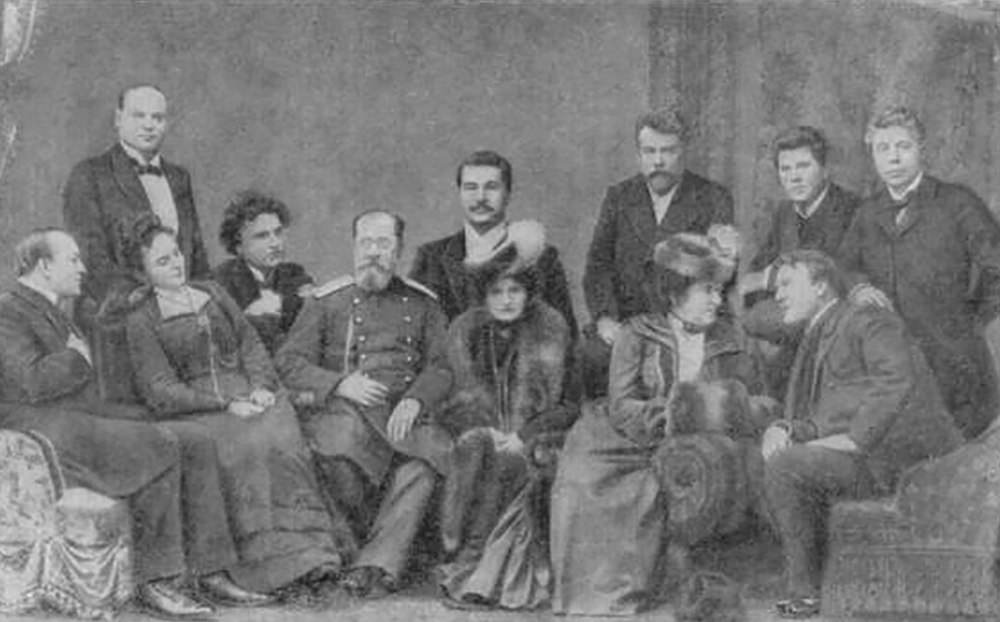
Artistes du théâtre Bolchoï en 1902.

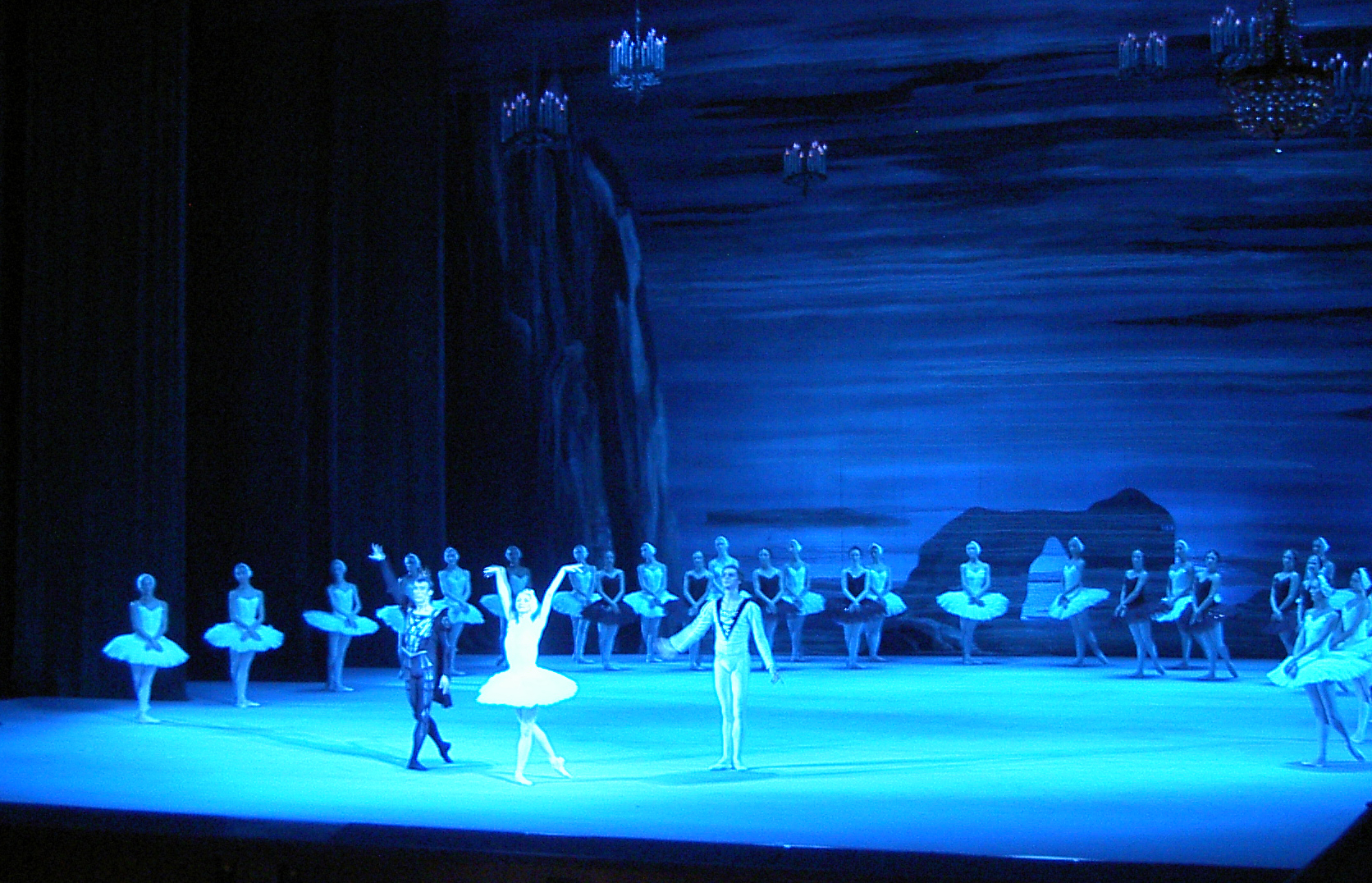
Les danseurs du Bolchoï après une représentation du Lac des cygnes, en 2006.

- Sergueï Filine (1988-2008), directeur artistique du ballet du Bolchoï de 2011 à 2015
- Dmitri Goudanov (1994-2014)
- David Hallberg (2011-2017)
- Vladislav Lantratov (2006-)
- Vladimir Neporogzny
- Andreï Ouvarov (1989-2011)
- Artem Ovtcharenko (2007-)
- Denis Rodkine (2009-)
- Jacopo Tissi (2017-2022)
- Nikolaï Tsiskaridzé (1991-2013)
- Igor Tsvirko (2007-)
- Ivan Vassiliev (2006-2011)
- Guennadi Yanine

## Distinctions
- International Opera Award dans la catégorie « chœur  » (2019)[4].

## Dans la culture populaire
- Le Bolchoï peut être construit comme merveille mondiale dans le jeu-vidéo Civilization VI.